# 利尼德旺丹
利尼德旺丹（法語：Liny-devant-Dun，法語發音：[lini dəvɑ̃ dœ̃]，意为“丹前方的利尼”）是法国默兹省的一个市镇，属于凡尔登区。

## 地理
利尼德旺丹（49°21'18"N, 5°11'52"E）面积10.9 平方千米，位于法国大東部大區默兹省，该省份为法国西北部内陆省份，北与比利时接壤，西接马恩省和阿登省，南至上马恩省和孚日省，东临默尔特-摩泽尔省。
与利尼德旺丹接壤的市镇（或旧市镇、城区）包括：默兹河畔布略勒、小克莱里、默兹河畔丹、方丹圣克莱尔、维洛讷-阿罗蒙。
利尼德旺丹的时区为UTC+01:00、UTC+02:00（夏令时）。

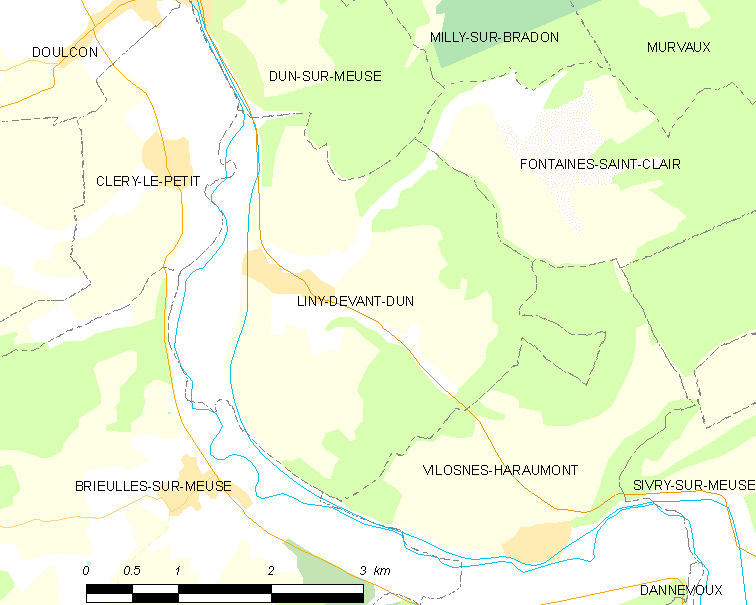
利尼德旺丹的OSM定位图

## 行政
利尼德旺丹的邮政编码为55110，INSEE市镇编码为55292。

## 政治
利尼德旺丹所属的省级选区为斯特奈县。

## 人口

1962-2008年间利尼德旺丹人口变化图示

利尼德旺丹于2022年1月1日时的人口数量为189人。